# Stenamma
Stenamma är ett släkte av myror. Stenamma ingår i familjen myror.

## Bildgalleri

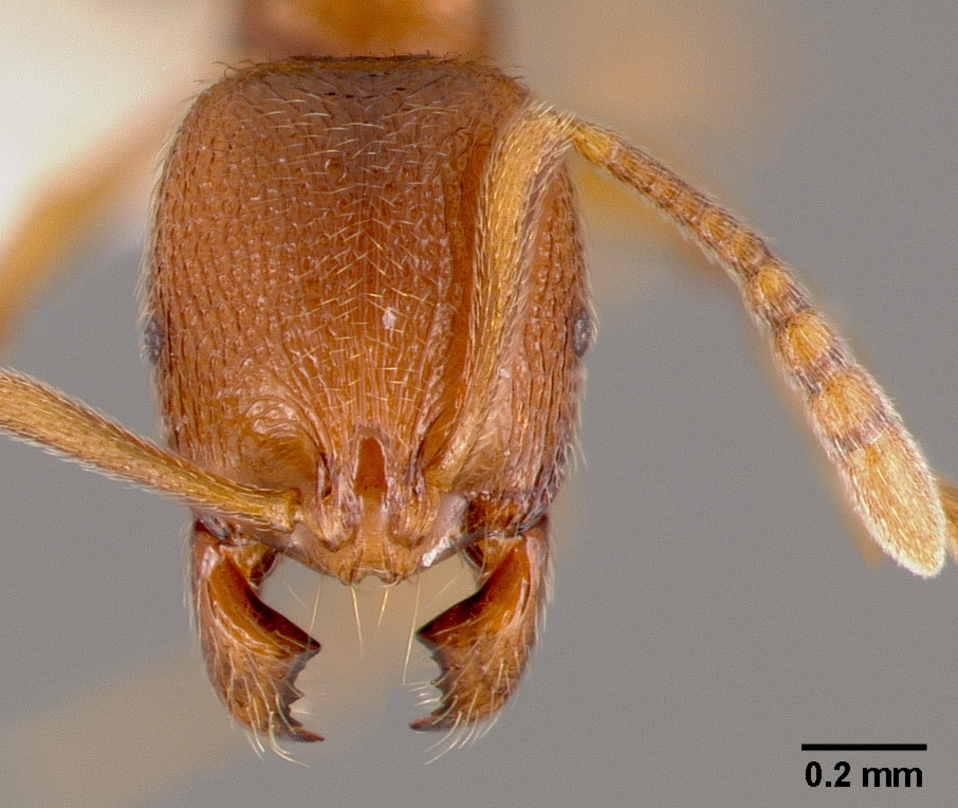

## Dottertaxa tillStenamma, i alfabetisk ordning[1][2]
- Stenamma africanum
- Stenamma berendti
- Stenamma bhutanense
- Stenamma brevicorne
- Stenamma californicum
- Stenamma carolinense
- Stenamma chiricahua
- Stenamma debile
- Stenamma diecki
- Stenamma diversum
- Stenamma dyscheres
- Stenamma exasperatum
- Stenamma expolitum
- Stenamma felixi
- Stenamma fovolocephalum
- Stenamma georgii
- Stenamma heathi
- Stenamma hissarianum
- Stenamma huachucanum
- Stenamma impar
- Stenamma kashmirense
- Stenamma kurilense
- Stenamma lippulum
- Stenamma manni
- Stenamma meridionale
- Stenamma nipponense
- Stenamma orousseti
- Stenamma owstoni
- Stenamma petiolatum
- Stenamma picetojuglandeti
- Stenamma punctatoventre
- Stenamma punctiventre
- Stenamma sardoum
- Stenamma schmidti
- Stenamma schmitti
- Stenamma sequoiarum
- Stenamma smithi
- Stenamma snellingi
- Stenamma sogdianum
- Stenamma striatulum
- Stenamma ussuriense
- Stenamma westwoodii
- Stenamma wheelerorum